# Lambrivka, Bolgrad
Lambrivka (în ucraineană Ламбрівка, în trecut, Hoffnungsthal sau Gofman(a)) este un sat în comuna Borodino din raionul Bolgrad, regiunea Odesa, Ucraina. Satul a fost locuit de germanii basarabeni.

## Demografie
Componența lingvistică a comunei Lambrivka
     Rusă (61,4%)
     Română (16,38%)
     Bulgară (12,68%)
     Ucraineană (8,4%)
     Alte limbi (0,14%)
Conform recensământului din 2001, majoritatea populației comunei Lambrivka era vorbitoare de rusă (61,4%), existând în minoritate și vorbitori de română (16,38%), bulgară (12,68%) și ucraineană (8,4%).